# Односи Пољске и Украјине
Односи Пољске и Украјине су започети на међународној основи убрзо након што је Украјина стекла независност од Совјетског Савеза 1991. године. Пољска је била прва земља која је признала Украјину као независну државу. Бројне контроверзе из заједничке историје народа две земље повремено се појављују у пољско-украјинским односима, али обично немају већи утицај на билатералне односе између држава. 
Пољска и Украјина су друга и трећа по величини словенске нације, после Русије . Две земље деле границу од око 529 километара. Прихватање Шенгенског споразума током 2003. године од стране Пољске створило је проблеме у погледу пограничног саобраћаја. 1. јула 2009. године ступио је на снагу споразум о локалном пограничном саобраћају између две земље, који омогућава грађанима Украјине који живе у пограничним регионима прелазак границе по либерализованој процедури.
Украјина је чланица Источног партнерства, пројекта Европске уније који је покренула Пољска 2009. године. Примарни циљ се огледа у креирању простора за разговоре о трговини, економској стратегији, споразумима о путовањима и другим питањима између ЕУ и њених источноевропских суседа.
Украјина је земља са највећим бројем пољских конзулата. Две земље имају дугу заједничку историју – делови западне Украјине (као што су Лавов и Ивано-Франковск) су били саставни део пољске државе неколико векова уназад, а делови источне Пољске су некада имали становништво претежно украјинске популације; на демографију региона дуж пољско-украјинске границе драстично је утицала размена становништва од 1944. до 1946. између Пољске и тадашње Совјетске Украјине и акције као што је Операција Висла 1947. године након Другог светског рата . Пољска активно подржава чланство Украјине у Европској унији и НАТО-у .

## Историја односа
Пољско-украјински односи се могу пратити од 9. до 10. века између Краљевине Пољске и Рутеније (тзв. „Кијевска Русија”) и касније у Пољско-литванској заједници и често турбулентним односима између те државе и углавном полонизованог племства ( Шљахта ) и Козака . Уколико се посматра знатно дубље у период током 13. и 14. века када су Краљевина Пољска и Русинско краљевство одржавале блиске везе. Устанак Богдана Хмељницког 1648. године окончао је доминацију пољске католичке шљахте над украјинским православним становништвом. 
Следећа фаза су односи у годинама 1918–1920, након Првог светског рата. То је период у ком су се догодили Пољско-украјински рат и Пољско-украјински савез . У међуратном периоду ће на крају као победник изаћи независна Пољска док Украјинци остају без могућности да формирају сопствену државу, јер су били подељени између Пољске и Совјетског Савеза. Ова ситуација је довела до погоршања пољско-украјинских односа, а резултирала је распламсавањем етничких тензија како током, тако и непосредно након Другог светског рата (масакри Пољака у Волињској области и Операција Висла су трагични догађаји из тог периода). У међуратном периоду, Пољска је имала два конзулата у Украјинској Совјетској Социјалистичкој Републици, лоцирана у Харкову и Кијеву.  Особље потоњег ухапсили су Совјети 1939. године током немачко-совјетске инвазије на Пољску којом је започео Други светски рат, а судбина пољског конзула до данас остаје непозната.  Делове геноцидне совјетске пољске операције 1937–1938 и масакра у Катину 1940. починио је НКВД у Украјинској Совјетској Социјалистичкој Републици .
Ово нерешено питање је оставило пољско-украјинске односе средином 20. века у релативно лошем стању, било је мало смислене и независне дипломатије и контакта између Пољске Народне Републике (Пољске) и Украјинске Совјетске Социјалистичке Републике (Украјина). Ситуација се значајно променила падом комунизма, када су и Пољска и Украјина постале потпуно независне и поново су могле да одлучују о сопственој спољној политици.
У емигрантској заједници, веома утицајни париски часопис Култура, који је илегално допреман у Пољску, залагао се за приближавање Украјине, Белорусије и Литваније. 

### Модерна ера

#### 1989–2004
У септембру 1989. године, убрзо након што су демократске снаге предвођене радничким покретом Солидарностдошле на власт у Варшави, група пољских парламентараца је стигла у Кијев на конститутивни конгрес Народног покрета Украјине. Подржали су тежње национално-демократских снага Украјине. Тада су постављени темељи будућег модела пољско-украјинских односа.
О напретку у пољско-украјинским односима сведочи и одлука пољског Сената од 27. јула 1990. о проглашењу Украјине 16. јула 1990. године, Декларацијом о државном суверенитету. У овом документу се посебно каже: „Пољаци, који слободу и независност отаџбине сматрају својим основним вредностима, у потпуности разумеју прекретницу у историји Украјине — суседа са којим желе да живе као равноправни и блиски народи.
Сенат Републике Пољске је 3. августа 1990. године усвојио посебну изјаву у којој је дао политичку и моралну оцену акције Висла. У саопштењу је наведено да су „комунистичке власти, почевши да ликвидирају јединице Украјинске побуњеничке армије, истовремено присилно премештале лица, углавном украјинске националности. У року од три месеца, око 150.000 људи, лишених имовине, кућа и светиња, исељено је из разних места. Дуги низ година нису смели да се врате, а онда им је било тешко да се врате. Сенат Републике Пољске осуђује акцију „Висла“, типичну за тоталитарне режиме, и покушаће да надокнади све негативне последице које из ње произилазе. "
13. октобра 1990. године обе државе су се сложиле са „Декларацијом о основама и општим правцима развоја пољско-украјинских односа“. Члан 3 ове декларације каже да ниједна држава нема територијалних претензија према другој и да их неће имати у будућности. Обе земље су обећале да ће поштовати права националних мањина на својим територијама и да ће побољшати положај мањина у својим земљама.
После неуспелог покушаја совјетског пуча, Украјина је прогласила независност 24. августа 1991. године. Дан након референдума 2. децембра 1991. Република Пољска је била прва страна држава која је признала државну независност Украјине. Дипломатски односи између две земље успостављени су 8. јануара наредне године.
У периоду од 18. до 19. маја 1992. године реализована је прва званична посета председника Украјине Леонида Кравчука Републици Пољској, током које је потписан међудржавни Уговор о добросуседству, пријатељским односима и сарадњи, у којем је наведено да структуре земаља засноване на Завршном акту Конференције о новој Европи, Париској повељи предузимају мере за подршку Европе. Све је било усмерено на очување и развој позитивних традиција заједничког наслеђа, као и на превазилажење предрасуда и негативних стереотипа између два народа.
Председник Пољске Лех Валенса боравио је од 24 до 25. маја 1993. године у званичној посети Украјини. Том приликом је основан Саветодавни комитет председника Републике Украјине и Републике Пољске. Претходно је у фебруару исте године потписан споразум о војној сарадњи између Министарства одбране Украјине и Министарства националне одбране Пољске, који је у наредним годинама допуњен низом протокола.
У марту 1994. године потписана је Декларација министара спољних послова Украјине и Пољске о принципима украјинско-пољског партнерства, у којој су министри спољних послова први пут на међудржавном нивоу прогласили стратешки значај украјинско-пољских односа и обавезали се на наставак развоја у будућности.
Представник Министарства спољних послова Украјине фигуративно је дефинисао главни правац сарадње са Пољском: „За Украјину пут преко Москве води у Сибир, а преко Варшаве у Париз.
Следећи важан корак у стварању организационе инфраструктуре за билатерални дијалог био је међудржавни „Споразум између Владе Украјине и Владе Републике Пољске о сарадњи на заштити и враћању културних добара изгубљених и илегално расељених током Другог светског рата“ од 25. јуна 1996. године, који је дефинисао и прецизирао предмет и обим сарадње између страна. Конкретно, у члану 2 Споразума наводи се следеће: „У циљу заштите, очувања, тражења и враћања културних добара повезаних са културом и историјом Страна, која су призната као изгубљена или илегално премештена на територију друге Стране, Стране ће успоставити Међувладину украјинско-пољску комисију 
После посете Леонида Кучме Варшави од 25. до 27. јуна 1996. и новоизабраног председника Пољске Александра Квашњевског Кијеву од 20. до 22. маја 1997. године, украјинско-пољски односи достигли су ниво стратешког партнерства. Државници су 21. маја потписали заједничку неформалну Декларацију о хармонији и јединству.
Развој сарадње је омогућио Украјини да добије подршку Пољске у успостављању првог дијалога са Сједињеним Државама и водећим државама Европе. Стратегија националне безбедности Пољске проглашава подршку Варшаве евроатлантским аспирацијама Украјине, посебно, као део наставка политике „отворених врата“ за НАТО. Поред тога, истиче се да пољско-украјинска сарадња треба да помогне у консолидацији важне улоге Украјине у европској безбедносној политици.
Током званичне посете Украјини од стране министра спољних послова Бронислава Геремека Украјини у септембру 1998. године, обе стране су се договориле да интензивирају заједничке акције како би се избегле могуће негативне последице проширења ЕУ. Бронислав Геремек је такође истакао да ће његова земља наставити да подржава интеграцијске аспирације Украјине, посебно у добијању статуса придружене чланице ЕУ.
Иако су поједини украјински званичници, научници и политиколози изразили забринутост да ће се Пољска окренути од Украјине након што постане чланица НАТО-а, подршка украјинској сарадњи и приближавању НАТО-у остаје карактеристика приступа према теми „украјинске политике“ од стране Пољске. То се тумачи као визија Пољске о њеним националним интересима у контексту основних контура европске безбедности и жеље да игра важну улогу у обновљеној Алијанси која се прилагођава савременим условима у геополитичком окружењу.
Пољска подржава европске интеграције Украјине из сличних разлога. Говорећи у Сејму Републике Пољске 5. марта 1998. Бронислав Геремек је имао све разлоге да каже да је "независна Украјина од кључног стратешког значаја како за Пољску и њену безбедност, тако и за стабилност у читавом региону. Одржавање привилегованих односа са Украјином доприноси јачању европске безбедности".

#### 2004–2014
Подршка украјинском суверенитету постала је важна компонента спољне политике коју је Пољска наставила да спроводи и у 21. веку  Тада се снажно подржавала мирна и демократска резолуција Наранџасте револуције 2004. у Украјини. Уједно, Пољска је подржавала сарадњу НАТО-а и Украјине (као што је Литванско-пољско-украјинска бригада ), као и напоре Украјине да се придружи Европској унији .  
Приступање Пољске Европској унији створило је нову реалност за Украјину. По први пут је једна земља чланица лобирала за курс Украјине ка чланству у ЕУ, као и у НАТО. Истовремено, у условима развоја након Наранџасте револуције појавила се потреба за значајном модернизацијом структуре и креирање основе за нови политички дијалог између Украјине и Пољске. 2005. година је у Републици Пољској проглашена Годином Украјине и инаугурисана је у Варшави априла 2005. уз учешће председника Украјине Виктора Јушченка . Украјина и Пољска су потписале споразуме о академском признавању докумената о образовању и научним дипломама ио сарадњи у области информатизације. Прошириле су се трговинске, економске, научне и техничке везе Украјине и Пољске. Пољска је постала најважнији економски партнер Украјине у централној Европи . Украјина је друга по величини земља у коју је отишао пољски извоз. Од 2008. године, заједнички украјинско-пољски програм сарадње у области науке и технологије обухватао је више од 150 заједничких истраживачких пројеката.
Прекогранична сарадња се развила у оквиру еврорегиона Карпати и Буг, који су били основани средином 1990-их. Истовремено, готово све области билатералних односа суочиле су се са проблемима у вези са уласком Пољске у шенгенски простор од краја 2007. године, што је довело до нових процедура и правила за прелазак украјинско-пољске границе и, сходно томе, створило додатне потешкоће за развој сарадње.
Пољски министар спољних послова Радослав Сикорски, представљајући спољну политику земље за 2008. годину у Сејму 7. маја 2008, изјавио је идеју: „Пољска треба да настави да се специјализује за развој заједничке спољне политике према Истоку. Истовремено, Пољска је настојала и настоји да ојача своју позицију у ЕУ, пре свега јачањем своје улоге у Источној Европи . Јан Калицки, директор Центра за источноевропске студије Универзитета у Варшави, потврдио је ову идеју у интервјуу за Пољски радио : „Желим да истакнем да снага позиције Пољске у Европској унији зависи од подршке и снаге коју имамо на Истоку. Пољски министар спољних послова је истакао да његова земља намерава да имплементира ЕНП на истоку са својим партнерима — Чешком, Словачком, Мађарском, Естонијом, Литванијом, Летонијом, Румунијом и Бугарском, као и са Шведском . На Европском савету у марту 2008. Пољска је подржала предлог о стварању Уније за Медитеран и на тај начин рачунала на подршку ЕУ да одвоји источни правац ЕСП.
Истовремено, ове намере Пољске су реализоване и одражене у заједничком пољско-шведском предлогу „ Источно партнерство “ представљеном 23. маја 2008. године. Одобрен је на састанку Савета за општу политику ЕУ и Савета за спољне односе 26. маја 2008. године. у Бриселу и постао је водећа иницијатива целе ЕУ. Дана 26. маја 2008. године, током састанка министара иностраних послова ЕУ у Бриселу, Пољска и Шведска су представиле заједнички предлог за продубљивање источне политике ЕУ, познате као Источно партнерство ЕУ. Тако су, од пријема Пољске у ЕУ, односи испуњени новим садржајем, а њена улога адвоката и лобисте за европске интеграције и евроатлантски курс Украјине је ојачана. То се манифестовало, с једне стране, у подршци украјинским идејама, ас друге – у изради и спровођењу специфичног програма сарадње ЕУ са Источном Европом. Пре свега, реч је о суседском програму и посебно о пројекту Источног партнерства. Реч је о пољско-шведској иницијативи која има за циљ стварно убрзање процеса придруживања Украјине (заједно са осталим источноевропским земљама) европским интеграцијама.
Пољска и Украјина су биле земље домаћини Европског првенства у фудбалу 2012. године .
Пољска је стала на страну демонстраната у Украјини током бурног периода Евромајдана, а међу првима је осудила анексију Крима од стране Руске Федерације . Пољска влада је водила кампању за Украјину у Европској унији и присталица је санкција Русији због њених акција у Украјини. Пољска је изјавила да никада неће признати анексију Крима од стране Русије. Бивши министар спољних послова Пољске Радослав Сикорски је 2014. године тврдио да је руски председник Владимир Путин 2008. предложио тадашњем пољском премијеру Доналду Туску поделу Украјине између Пољске и Русије. Сикорски је касније изјавио да су неке речи погрешно протумачене и да Пољска није учествовала у било каквим анексијама.  Нарочито током овог периода, Пољска је примила велики број украјинских избеглица.

#### 2015–2021
Различита тумачења спорних догађаја везаних за оба народа током Другог светског рата довела су до наглог погоршања односа од 2015. године надаље. 
Историјска питања у вези са Украјинском побуњеничком војском (УПА) и њиховим масакрима Пољака у Волињској области и источној Галицији остају спорна тема. У Пољској су критиковани украјински закони о памћењу ( украјински закони о декомунизацији ) усвојени 2015. у част УПА, повезаних организација и њених чланова.  Заузврат, у јулу 2016, пољски Сејм је донео резолуцију, чији је нацрт предложила странка Право и правда, којом се 11. јул проглашава Националним даном сећања на жртве геноцида, наводећи да је преко 100.000 пољских грађана масакрирано током координисаног напада УПА.  Украјински председник Петро Порошенко је тада изразио жаљење због одлуке, тврдећи да она може довести до „политичких спекулација“. Као одговор, украјински посланик Алексеј Мусиј саставио је нацрт резолуције којом се 24. март проглашава „Даном сећања на жртве пољског државног геноцида над Украјинцима 1919–1951. Из пољског сената је стигла осуда оваквог нацрта резолуције.
Пројекција пољског филма Волинија од стране Пољског института у Кијеву за украјинске посланике одложена је у 2016. години због забринутости да би то могло нарушити јавни ред, на препоруку украјинског министарства спољних послова.
У априлу 2017. Украјински институт националног сећања забранио је ексхумацију пољских жртава масакра над Пољацима из 1943. године у Волињској области и источној Галицији као део шире акције заустављања легализације пољских меморијалних места у Украјини. 
Пољски председник Анџеј Дуда изразио је забринутост због именовања на високе функције у Украјини људи који изражавају националистичке антипољске ставове. Украјинско министарство спољних послова је тада било става да у Украјини нема општег антипољског расположења. 
Измењени члан пољског Закона о Институту националног сећања, који од тада па надаље говори о „злочинима украјинских националиста и чланова украјинских организација које сарађују са Трећим немачким рајхом“, 2018. године, поново је изазвао критике са украјинске стране. У Украјини је добио назив „Закон против Бандероваца“.  
У августу 2019, новоизабрани председник Украјине Володимир Зеленски је обећао да ће укинути мораторијум на ексхумацију пољских масовних гробница у Украјини након што је претходна украјинска влада забранила пољској страни да врши било какве ексхумације пољских жртава. 
Пољска, Украјина и Литванија су 28. јула 2020. ушле у нови формат међународне сарадње познат као „Лублински троугао“. Потписали су га у граду Лублину, у Пољској, министри спољних послова Пољске, Украјине и Литваније: Јацек Чапутович, Дмитро Кулеба и Линас Линкевичиус. Украјински министар спољних послова је изјавио да се нада да ће нови формат "бити важан елемент у развоју и јачању централне Европе, али и у јачању Украјине као пуноправног члана европске и евроатлантске породице". Сарадња би обухватала област одбране, али ће укључивати и јачање економске сарадње, трговине и туризма између три земље. У заједничкој декларацији о стварању Лублинског троугла посебно је наглашен је значај интензивирања сарадње између ЕУ, НАТО- а и Источног партнерства и усмеравање пажње према развоју Иницијативе три мора.
У августу 2021, током пандемије КОВИД-19, Пољска је доставила Украјини 650.000 вакцина против вируса КОВИД-19 и преко 129 тона медицинске опреме, укључујући заштитну опрему.  У децембру 2021, Пољска је донирала Украјини додатних 300.000 вакцина против вируса КОВИД-19. 

### 2022-данас
Као одговор на повећано присуство руске војске у близини Украјине, Пољска је 31. јануара 2022. објавила одлуку да Украјини испоручи оружје, муницију, као и хуманитарну помоћ, с обзиром на претњу руске инвазије на Украјину.  17. фебруара 2022. објављен је британско-пољско-украјински трилатерални пакт. Већ 23. фебруара 2022. године, дан пре почетка рата, као одговор на руску ескалацију тензија и признање сепаратистичке Доњецке Народне Републике и Луганске Народне Републике у источној Украјини коју су окупирали Руси, пољски председник Анџеј Дуда посетио је Кијев заједно са председником Литваније. Заједно су пружили подршку Украјини и позвали на међународне санкције против Русије.  Дана 24. фебруара 2022. године, на дан руске инвазије на Украјину, Сејм (пољски парламент) усвојио је акламацијом резолуцију којом се осуђује руска инвазија.  Пољска је одмах поставила девет прихватних пунктова за пријем цивилних избеглица из Украјине.  Током рата 2022. године, Пољска је постала други највећи добављач оружја Украјини, са укупном вредношћу оружја која је премашила 1,6 милијарди долара (од 24. маја 2022).  Обезбеђено оружје укључује, између осталог, пројектиле, бацаче граната, пушке, беспилотне летелице, тенкове и муницију.  Континуирана подршка Пољске током 2022. довела је до значајног побољшања пољско-украјинских односа.  
У Кијеву су прве билатералне међувладине консултације одржане 1. јуна 2022. године.
20. септембра 2023, пољски премијер Матеуш Моравјецки најавио је да Пољска неће испоручивати оружје Украјини осим онога што је раније договорено, услед тензија између две земље због изненадне забране увоза жита из Украјине након што је јефтино украјинско жито које је требало да се извози преко Пољске на крају продавано на пољским тржиштима.   Након што је украјински председник Володимир Зеленски у свом говору у Генералној скупштини Уједињених нација поменуо Пољску, оптужујући ту државу да од житарица прави „политичко позориште“, Моравјецки је упозорио председника Зеленског да "никада више не вређа Пољаке“.
Дана 6. новембра 2023. године, неколико десетина власника пољских транспортних компанија блокирало је три прометна гранична прелаза између Пољске и Украјине у знак протеста због нелојалне конкуренције украјинских транспортних компанија. Привремени споразум ЕУ формиран услед ратних околности омогућио је украјинским камионима да испоручују и преузимају робу на простору ЕУ без уобичајених дозвола и процедура.  Дана 19. новембра, око 3.000 углавном украјинских камиона било је заглављено, заустављено у колони дугачкој до 30 километара од самог прелаза. За прелазак границе се чекало око недељу дана. 27. новембра блокадом је био обухваћен и четврти гранични прелаз. До фебруара 2024. блокада се проширила на све главне прелазе, укључујући железничке пруге, а демонстранти су просули нешто жита на земљу из железничког транспорта. Блокада је постала озбиљна криза. Дана 27. фебруара 2024, око 10.000 фармера је протестовало у Варшави тражећи забрану увоза хране из Украјине.
У априлу 2024, пољска влада је понудила репатријацију војно способних украјинских мушкараца који живе у Пољској у Украјину како би били позвани у украјинску војску. Процењује се да у Пољској данас живи око 300–400.000 украјинских мушкараца.
Како је запазила новинарка Кијев индипендента (The Kyiv Independent), састанак председника Володимира Зеленског и министра спољних послова Пољске Радослава Сикорског која је био одржан 13. септембра 2024. године у Кијеву није баш прошао како је планирано. 
Сикорски је од Украјине захтевао да коначно дозволи ексхумацију жртава Волинског масакра (догађај познат као Волињска трагедија) у Другом светском рату и упозорио да се не очекује брзо приступање ЕУ, што је изазвало фрустрацију код Зеленског, према изворима упознатих са тим састанком. Украјински председник је наводно оптужио Варшаву да политизује историјске догађаје, да није испунила обећану војну помоћ и да није у потпуности подржала пут Украјине ка чланству у ЕУ. Зеленски је касније поделио негативно мишљење о састанку са бројним људима иза затворених врата. Односи између Украјине и Пољске су се погоршали. 
Пољска је била једна од најактивнијих и најгласнијих присталица Украјине од почетка инвазије Русије у фебруару 2022. године, пружајући милијарде долара војне, економске и хуманитарне помоћи и обезбеђујући услове за живот и рад милионима украјинских избеглица. Земља је такође гласно подржавала Украјину на светској сцени, залажући се за то да Украјина добије сво потребно оружје за победу у рату који је Русија започела.
Улазак Украјине у ЕУ и НАТО у складу је са стратешким, политичким, историјским и цивилизацијским интересима Пољске. То је став отправника послова Републике Пољске у Украјини Пјотра Лукасјевича током одржавања конференције ВОКС Украјина. 
„Наш стратешки, политички, историјски и цивилизацијски интерес је да Украјина постане чланица онога што се некада називало ’трансатлантским непријатељем‘ (НАТО)“, рекао је Лукасјевич. Он је истакао да су пољско-украјински односи прошли кроз дубоку и стратешку трансформацију. „Велика инвазија у последње три године је заиста била велика трансформација у пољско-украјинским односима“, појаснио је дипломата. Он је додао да нас ова трансформација „приморава да верујемо да због наше безбедности, економије и свих врста политичких интереса, Украјина мора да буде у Европској унији“.

## Стална дипломатска представништва
- Пољска има амбасаду у Кијеву и генералне конзулате у Харкову, Луцку, Лавову, Одеси и Виници .
- Украјина има амбасаду у Варшави и генералне конзулате у Гдањску, Кракову, Лублину и Вроцлаву .